# Onychium tenuifrons
Onychium tenuifrons är en kantbräkenväxtart som beskrevs av Ren-Chang Ching. Onychium tenuifrons ingår i släktet Onychium och familjen Pteridaceae. Inga underarter finns listade.